# Retje nad Trbovljami
Retje nad Trbovljami – wieś w Słowenii, w gminie Trbovlje. W 2018 roku liczyła 41 mieszkańców.